# 砂白金

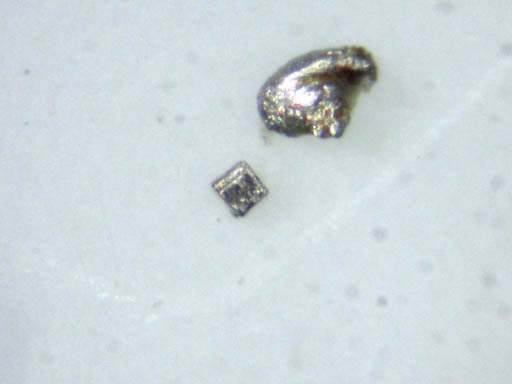
自然白金と考えられる砂白金。磁性をわずかに有する。北海道産。

砂白金（さはっきん、鉱物学名：未確認、英名：platinum placer）とは、漂砂（漂泊砂鉱）として堆積した、白金族元素を主成分とする鉱物を主体とする、主に銀白色の光沢を有する粒子である。砂金と同様に河川や旧河床から採掘される。

## 性質
数ミリメートル程度以下の大きさで不定形なのが通例であるが、ごく稀に六角形など規則的な形状を示す。一粒が単一の鉱物である場合や、複数の鉱物から構成された集合体の場合がある。構成する元素としては、ルテニウム、ロジウム、パラジウム、オスミウム、イリジウム、白金（プラチナ）などがある。不純物として鉄を含む場合も多く、また、ヒ素と白金族の化合物も砂白金中には含まれる。
外観としては、比較的硬度の低い白金を主体としたものは砂金と同様に丸く磨耗した形状をしている場合が多い。しかし、硬度が高いイリジウムを主体としたものは角ばった形状をしている場合が多く、一部には六角板状の自形結晶も存在する。色については、銀白色から灰色、青みがかったもの、薄くピンク色を帯びたものなど、千差万別で一定しない。

## 産出
世界では163種類の白金族鉱物が確認されている。日本では15種類にとどまっていたが、後述する2020年代初期の調査で、日本産の構成は単純なものではなく40種類を超える多様な鉱物の集合体であることが判明した。
日本における主な産出地は北海道で、北海道の中央部を南北に縦断する蛇紋岩地帯を流れる河川から採掘される。
明治時代中期に北海道で初めて確認されたのち、しばらくは砂金に混じる不純物として廃棄されていた。大正時代に入ると万年筆のペンポイントへの利用法が開発されたことから、積極的に採掘されるようになった。往時の主産地は上川管内幌加内町などを流れる雨竜川流域であった。その後、第二次世界大戦中には触媒の原料とするために数十万人を使役した大規模な開発が行われ、北海道の砂白金はやみくもに採り尽くされ、ほぼ消費され尽くしてしまった。その結果、もはや研究試料すら入手困難な状況になってしまい、自国から産出する砂白金がどのような鉱物で構成されているかについてすら知見が深まらなかった。北海道内の夕張市・深川市・小平町なども産出地として古くから有名であった。なお、戦前および戦中に開発が遅れていた北海道北西部は乱獲を免れていることが予想されており、2020年代初期に行われた浜根らの調査（後述）で8か所の砂白金鉱床が辛うじて残存していることが確かめられた。21世紀前期前半においては、本州の蛇紋岩地帯の河川にも少量ながら存在が確認されている。
東京大学物性研究所の浜根大輔（西尾大輔）技術専門職員はアマチュア鉱物研究家（砂金収集歴30年）の斎藤勝幸と共同で、北海道で産出する砂白金から40種を超える白金族鉱物を見出し、砂白金は多様な鉱物の集合体であることを明らかにした。また、北海道苫前町の海岸で採集された砂白金には新種の鉱物（cf. 日本産新鉱物）が含まれることを電子顕微鏡による化学組成分析と結晶構造解析によって突き止め、発見地にちなんで「苫前鉱（とままえこう、鉱物学名：tomamaeite）」と命名。国際鉱物学連合の新鉱物・鉱物・命名分類委員会における審査を経て学名として2022年（令和4年）9月に承認された。

## 苫前鉱
苫前鉱（とままえこう、鉱物学名・英名：tomamaeite〈日本語音写形：トママエアイト〉）は、日本産新鉱物の一つ。白金（プラチナ）を主成分としており、白金と銅が1対3の比率で含まれている。

## 関連人物
- YANAGA, Y. (Yoshiko Yanaga)
弥永芳子。長年に亘って貨幣や砂金・砂白金[1]などの研究を続け、1985年（昭和60年）には「弥永北海道博物館」を開設している[5]。
- Hamane, D. (Daisuke Hamane) / NISHINO-HAMANE, D. (Daisuke Nishino-Hamane)
浜根大輔（西尾大輔）[2][3]。東京大学物性研究所の技術専門職員。苫前鉱 (tomamaeite) の発見者の一人[2]（原記載論文筆頭著者）。学名承認時 43歳[3]。